# Rue Juste-Métivier
Pour les articles homonymes, voir Métivier.
La rue Juste-Métivier est une voie du 18e arrondissement de Paris, en France. Elle débute au 37, avenue Junot et se termine au 56, rue Caulaincourt.

## Origine du nom
Cette rue porte le nom d'un propriétaire.

## Historique
Cette voie est ouverte sous sa dénomination actuelle en 1908.

### Références

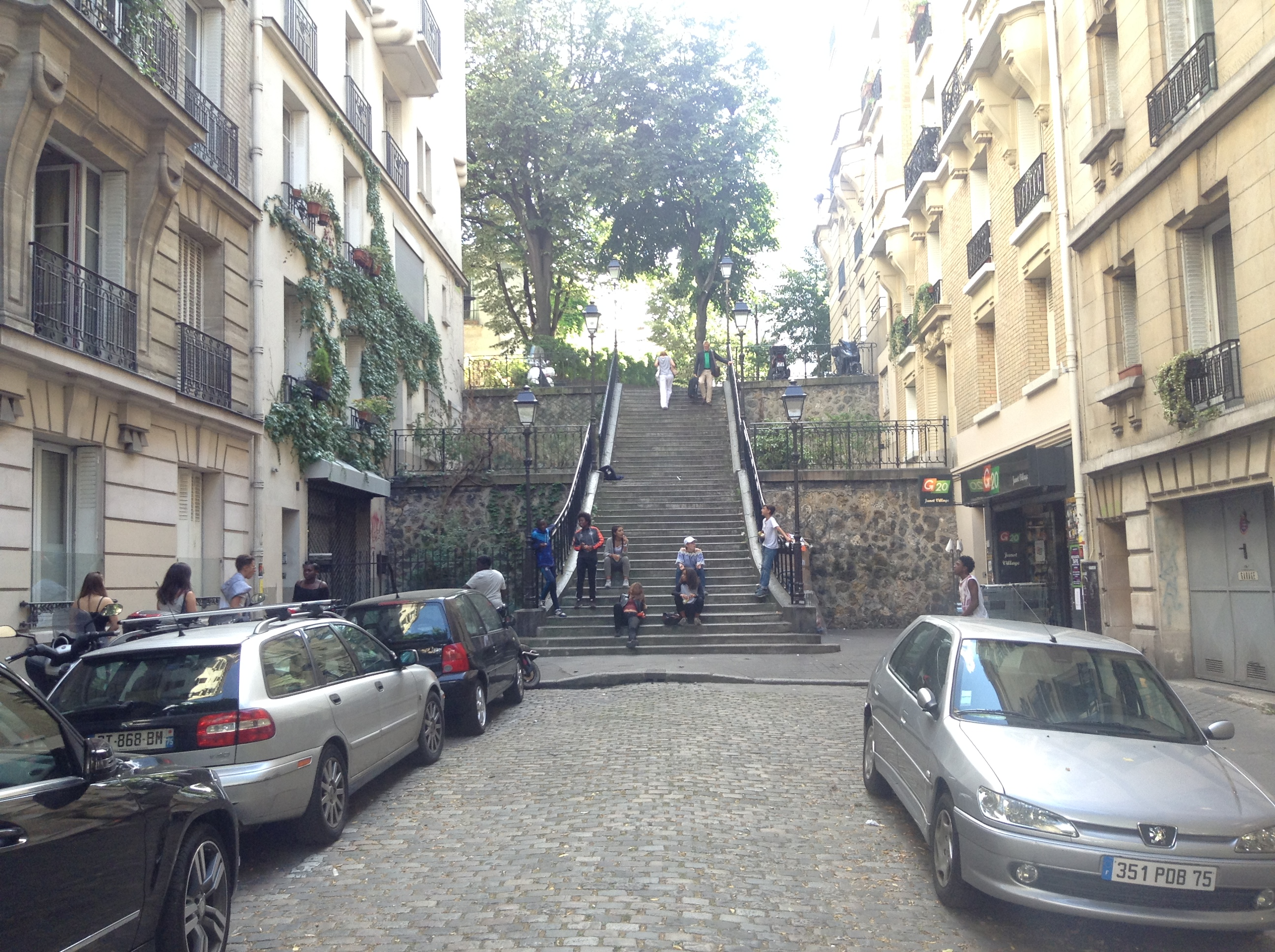
La rue Juste-Métivier vue de la rue Caulaincourt.